# Rayhon
Rayhon G'aniyeva, más conocida simplemente como Rayhon, es una cantante uzbeka, compositora y actriz.

## Biografía
Rayhon G'aniyeva nació el 16 de septiembre de 1978 en Taskent. Su madre, Tamara Shokirova, fue una aclamada actriz de Uzbekistán, que recibió el título de Artista Meritorio de la RSS de Uzbekistán. Su padre, Otabek G'aniyev, también es un conocido actor en Uzbekistán y otros países ex soviéticos. El 16 de noviembre de 2012, se casó con Rayhon Yigitali, un estudiante del Instituto Teatral de Taskent de 22 años.

## Trayectoria profesional
Rayhon aprendió a tocar el piano en la escuela de música para niños en Taskent. Se graduó en el Instituto Estatal de Uzbekistán en Taskent idiomas del mundo con una licenciatura en filología Inglés. Cuando era una estudiante de tercer año, Rayhon organizó un dúo que se llamaba Xayol. En 2000, comenzó su carrera como cantante en solitario.
En 2002, Rayhon dio su primer concierto a una gran audiencia en el Alisher Navoi Opera y Ballet en Taskent y recibió su primera Nihol, un premio anule dado a artistas de éxito en Uzbekistán. Ese mismo año recibió el Premio Rayhon Tarona, un espaldarazo dado para reconocer logros sobresalientes en la industria de la música de Uzbekistán, a la Mejor Cantante Femenina. Ganó el mismo premio en 2004. De Rayhon álbum Baxtli Bo'laman obtuvo críticas positivas, y ganó un premio de la cantante Tarona al Mejor Álbum del Año en 2003. En 2005, recibió otra Tarona al Mejor Álbum por su álbum Faqat Muhabbat.
Rayhon saltó a la fama dentro de la industria del cine como actriz protagonista y guionista de la película de drama 2007 Uzbekistán Kechir. En la película que retrata la difícil vida de un cantante de éxito. También escribió y cantó la canción del título "Kechir" que se incluyó en la banda sonora de la película.

## Discografía
| Año  | Álbum           |
| ---- | --------------- |
| 2001 | Sensiz          |
| 2002 | Baxtli boʻlaman |
| 2004 | Sevgilim        |
| 2005 | Faqat muhabbat  |
| 2006 | Yodingdami?     |
| 2007 | Sogʻindim       |
| 2008 | Doimo           |
| 2010 | Orzuinga ishon  |
| 2010 | Tabassum qil    |
| 2011 | Sevaveraman     |
| 2012 | Sevgi bu nima?  |
| 2013 | Oyijon          |

## Filmografía
| Año  | Título |
| ---- | ------ |
| 2007 | Kechir |